# Herry Susilo
Herry Susilo (sinh Ngày 3 tháng 10 năm 1988) là một cầu thủ bóng đá người Indonesia hiện tại thi đấu cho Persiba Balikpapan ở Indonesia Super League.

## Thống kê câu lạc bộ
| Câu lạc bộ         | Mùa giải | Super League | Super League | Premier Division | Premier Division | Piala Indonesia | Piala Indonesia | Tổng    | Tổng      |
| Câu lạc bộ         | Mùa giải | Số trận      | Bàn thắng    | Số trận          | Bàn thắng        | Số trận         | Bàn thắng       | Số trận | Bàn thắng |
| ------------------ | -------- | ------------ | ------------ | ---------------- | ---------------- | --------------- | --------------- | ------- | --------- |
| Persiba Balikpapan | 2011-12  | 24           | 0            | -                | -                | -               | -               | 24      | 0         |
| Tổng               | Tổng     | 24           | 0            | -                | -                | -               | -               | 24      | 0         |